# Théry Schir
Théry Schir (Lausana, 18 de fevereiro de 1993) é um desportista suíço que compete no ciclismo nas modalidades de pista, especialista nas provas de perseguição por equipas e madison, e rota.
Ganhou uma medalha de bronze no Campeonato Mundial de Ciclismo em Pista de 2014 e duas medalhas de prata no Campeonato Europeu de Ciclismo em Pista, nos anos 2015 e 2018. Nos Jogos Europeus de 2019 obteve duas medalhas, prata em ómnium e bronze em perseguição por equipas.
Participou nos Jogos Olímpicos de Verão de 2016, ocupando o 7.º lugar na prova de perseguição por equipas.

## Medalheiro internacional
| Campeonato Mundial | Campeonato Mundial     | Campeonato Mundial | Campeonato Mundial      |
| Ano                | Lugar                  | Medalha            | Competição              |
| ------------------ | ---------------------- | ------------------ | ----------------------- |
| 2014               | Cali ( Colômbia)       | Medalha de bronze  | Madison                 |
| Jogos Europeus     |                        |                    |                         |
| Ano                | Lugar                  | Medalha            | Competição              |
| 2019               | Minsk ( Bielorrússia)  | Medalha de prata   | Omnium                  |
| 2019               | Minsk ( Bielorrússia)  | Medalha de bronze  | Perseguição por equipas |
| Campeonato Europeu |                        |                    |                         |
| Ano                | Lugar                  | Medalha            | Competição              |
| 2015               | Grenchen ( Suíça )     | Medalha de prata   | Perseguição por equipas |
| 2018               | Glasgow ( Reino Unido) | Medalha de prata   | Perseguição por equipas |

## Palmarés

### Rota
- 2017
  - 3.º no Campeonato da Suíça Contrarrelógio

### Pista
- 2014
  - 3.° no Campeonato Mundial Madison
- 2015
  - 2.º no Campeonato Europeu em Perseguição por equipas